# 元鏡
元鏡（げんきょう、朝鮮語: 원경）は、中国唐の翰林学士であり、朝鮮の氏族の原州元氏の始祖である。
中国唐の太宗から高句麗に八学士の一人として朝鮮に派遣された。元鏡は、中国の原城出身であり、元々の名は元慶である。
元鏡は、中国唐の金紫光禄大夫および平章事であったが、唐と高句麗の国交回復と宝蔵王を冊封するために、佐命功臣として高句麗に派遣された。